# Por la CUT
X la CUT es un álbum de estudio interpretado por varios músicos chilenos: Inti-Illimani y los integrantes de Quilapayún Rodolfo Parada y Willy Oddó, además de Los Pirquineros, Lucy Díaz, Joaquín Espinoza y El Huacho. Junto con Voz para el camino, corresponde a los dos primeros álbumes en que participó Inti-Illimani.
Tanto el título de la canción como el contenido de las canciones se refieren a la defensa de la Central Única de Trabajadores de Chile (CUT), una central sindical chilena creada en 1953 y que existió hasta 1973, año en que se produjo el Golpe de Estado.

## Lista de canciones
| N.º   | Título                          | Escritor(es)            | Intérprete                  | Duración |  |
| 1.    | «La huelga»                     | Ch. Sánchez Ferlosio    | Los Pirquineros             | 2:38     |  |
| 2.    | «La Lavandera»                  | Sergio Ortega           | Rodolfo Parada              | 3:32     |  |
| 3.    | «Zambita de los Humildes»       | O. Matus, A. T. Gómez   | Inti-Illimani               | 3:31     |  |
| 4.    | «La Plusvalía»                  | R. Maturana             | Los Pirquineros             | 3:10     |  |
| 5.    | «Cueca de la CUT»               | H. Pavez, trad. popular | Inti-Illimani               | 1:56     |  |
| 6.    | «Ta llegando gente al baile»    | Patricio Manns          | Los Pirquineros             | 1:44     |  |
| 7.    | «Porque los pobres no tienen»   | Violeta Parra           | Rodolfo Parada              | 2:51     |  |
| 8.    | «La Paloma»                     | Ch. Sánchez Ferlosio    | Patricio Manns              | 2:46     |  |
| 9.    | «El Salvador»                   | Sergio Ortega           | Lucy Díaz                   | 3:30     |  |
| 10.   | «Cuatro Jerarcas de la escoria» | Sergio Ortega           | Joaquín Espinoza, Lucy Díaz | 2:40     |  |
| 11.   | «El imperialismo va»            | Sergio Ortega           | Willy Oddó                  | 3:30     |  |
| 12.   | «La Maestra»                    | Sergio Ortega           | El Huacho                   | 2:34     |  |
| 13.   | «La CUT»                        | Sergio Ortega           | Rodolfo Parada              | 2:53     |  |
| 37:22 |                                 |                         |                             |          |  |

## Créditos
Integrantes de Inti-Illimani
- Jorge Coulon
- Horacio Salinas
- Horacio Duran
- Homero Altamirano
- Ernesto Pérez de Arce